# Gereon Goldmann
Gereon Karl Goldmann (Ziegenhain (desde 1970 integrada en Schwalmstadt), 25 de octubre de 1916 - Fulda, 26 de julio de 2003) fue un sacerdote franciscano alemán. Siendo seminarista, fue reclutado por el ejército alemán, y colaboró en la conspiración contra Hitler. Fundador de la Academia de Música Sacra de Tokio y autor del libro The shadow of his wings (en castellano, Un seminarista en las SS).

## Biografía

### Juventud

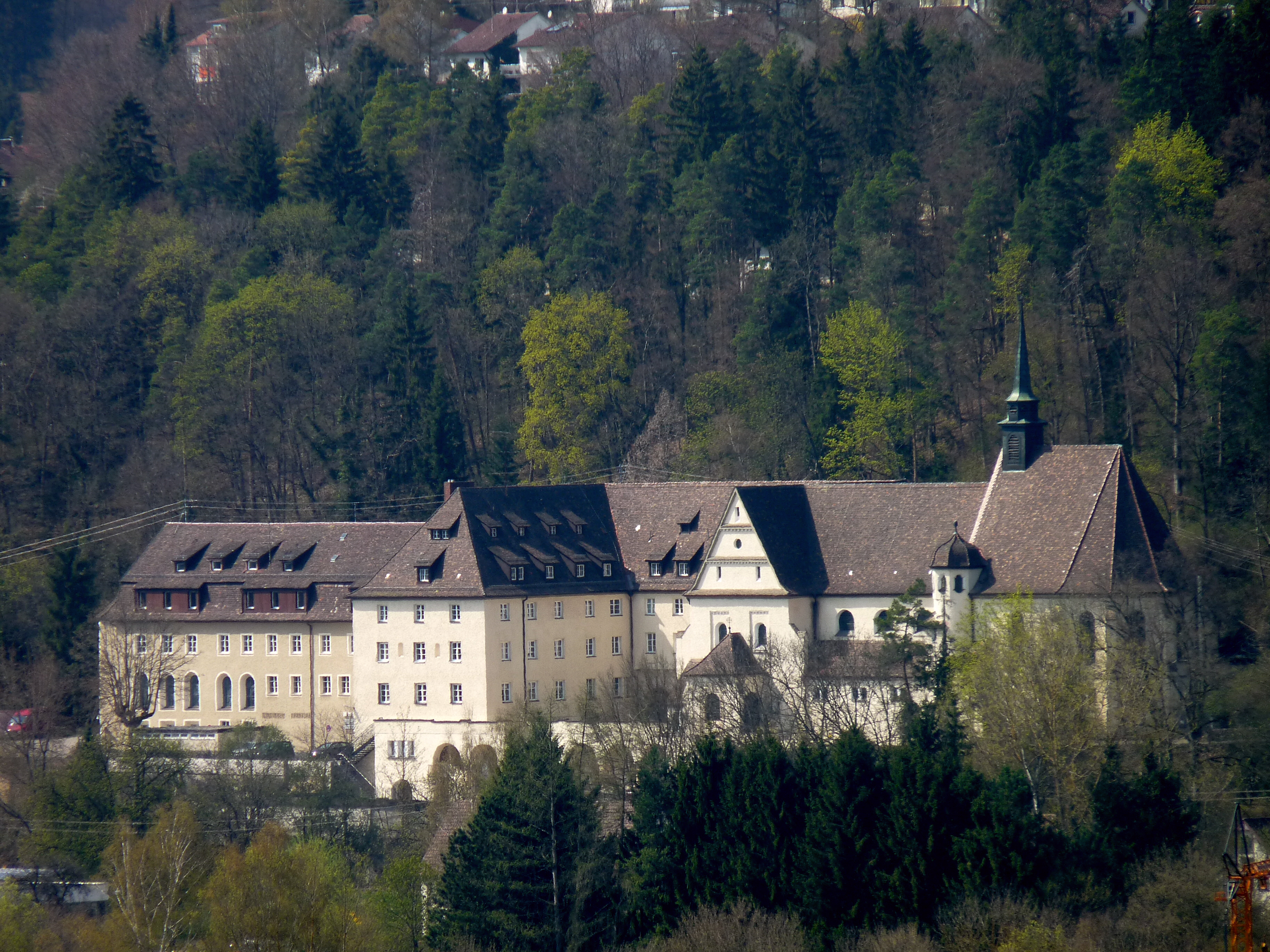
El convento de Gorheim-Sigmaringen.

Nació en la pequeña ciudad de Ziegenhain, en Hesse, mientras su padre, que era veterinario de profesión, luchaba en el frente occidental. En 1919, la familia se traslada a Fulda, ciudad natal del padre.
A los nueve años, escuchó el sermón de un franciscano de Japón, y terminada la misa, entró en la sacristía y le pidió que le llevara con él a aquellas tierras. Su deseo no se hizo realidad de momento, pero desde entonces albergó el anhelo de ir al Japón como franciscano.
Siendo aún niño, muere su madre. Años más tarde, su padre se casó con una de sus cuñadas, y poco después, se trasladan a Colonia, donde Gereon y sus hermanos ingresan en una escuela de los jesuitas. En aquella ciudad mantuvo, junto con sus hermanos y amigos, diversos enfrentamientos con los jóvenes hitlerianos, en los que incluso se llegaron a producir heridas de arma blanca. Más tarde asiste a una escuela cuyo director era un nazi convencido, y es detenido y llamado a declarar ante un juez. Tras 1934, año en el que quedan prohibidas las actividades de los grupos de jóvenes católicos, es denunciado en diversas ocasiones, como líder de la Juventud Católica y junto con sus compañeros, ante el Tribunal de menores, pero son amnistiados una y otra vez, hasta que después de la graduación, son enviados a un campo de trabajo en el Lüneberger Healt, ocupación que acepta voluntariamente.
A finales de 1936, entra en el noviciado franciscano de Gorgheim-Sigmaringen; de allí pasa a Fulda, donde, en el verano de 1939, termina sus estudios de filosofía. Un día después del examen final de filosofía, a los 22 años, le llega el requerimiento de incorporarse al ejército como joven en edad militar. La II Guerra Mundial había comenzado.

### La II Guerra Mundial
Reclutado por el régimen nazi, será incorporado más tarde a las SS. Junto a unos compañeros, seminaristas como él, se le propone ascender a oficial de las SS a cambio de abandonar la Iglesia, cosa que rechaza. Después de esto, es expulsado de las SS y devuelto a Fulda. Sigue en el ejército, estrechamente vigilado. La Gestapo redacta un informe acusatorio y lo lleva a juicio, pero el tribunal de guerra que lo juzga lo absuelve finalmente. Más tarde descubre que aquellos jueces están implicados en la conspiración contra Hitler, y es invitado a colaborar, cosa que acepta, sirviendo de enlace entre el barón Adam von Trott y Herr von Kessel para transmitir a éste la información sobre los preparativos del complot del 20 de julio de 1944 contra Hitler.
Entre diversos avatares, continua como soldado hasta el fin de la guerra, llevando la bandera de la Cruz Roja y señalándose por su oposición al Régimen, y al terminar la guerra, es capturado. Logra ordenarse sacerdote en 1944; posteriormente es enviado a un campo de prisioneros alemanes en Kasr-Es-Souk, en el Marruecos francés, donde asume el papel de capellán. Los nazis organizan una conspiración contra él, y atestiguan en falso ante un tribunal francés que lo condena a muerte en 1946. Salva la vida gracias a la reapertura de su caso cuando está a punto de ser ejecutado, y ese mismo año es liberado.

### Actividad después de 1946
En 1954 se trasladó a Japón, donde desarrolló una intensa actividad pastoral y asistencial, siendo promotor de diversas iniciativas. Residió también en la India, donde fue nombrado provincial de los Carmelitas en Manalikara. En sus últimos años, volvió a Alemania, donde murió en 2003.
Creó la Academia de Música Sacra en Tokio, cuya reputación se extendió por Asia y el mundo entero.
Es autor, entre otros, del libro The shadow of his wings, traducido en castellano como Un seminarista en las SS.

### Obras de Gereon Goldmann

#### En español
- Goldmann, Gereon. Un seminarista en las SS, Ediciones Palabra, Madrid, 5ª edición, 2009 (6ª edición, 2015).

#### En otros idiomas
- Goldmann, Gereon. The Shadow of His Wings. Originalmente publicado en 1964 por Franciscan Herald Press. Reeditado en 2000 por Ignatius Press.
- Goldmann, Gereon, & Josef Seitz. SOS - mit Echo, 1973.
- Goldmann, Gereon, & Wincenty Cykowski. Takimi drogami prowadził mnie Chrystus. Częstochowa: Paulinianum - Wydaw. Zakonu Paulinów, 2002.
- Okins, Elliott E. & Gereon Goldmann & Joseph Seitz. The Grandiose Enigma.

### Acerca de Gereon Goldmann
- Seitz, Joseph. Against the Current. Thrilling Experiences of the Rag Picker of Tokyo, Father Gereon Goldman. Savannah, Mo, Sister of St. Francis, 1971 (t. o.: Gegen den Strom: packende Erlebnisse des "Lumpensammlers von Tokio", P. Gereon Goldmann, Fulda, Missionsverwaltung der Franziskaner, 1965).

- Gypkens, Francis. Es Fiel Mir Auf, 1957.

- Datos: Q84515
- Citas célebres: Gereon Goldmann